# Sozialistische Warte
Die Sozialistische Warte. Blätter für kritisch-aktiven Sozialismus (SW) war eine Exilzeitschrift und
erschien von Mai 1934 bis 23. Mai 1940 als direkter Nachfolger des isk – Mitteilungsblatt des Internationalen Sozialistischen Kampfbundes. Im Gegensatz zu den im gleichen Zeitraum erscheinenden Reinhart-Briefen wurde auf eine komplette Anonymisierung verzichtet und stattdessen weiträumig unter Pseudonym publiziert. Die aus Deutschland geschmuggelten Hintergrundinformationen wurden unter anderem von den Geheimdiensten der Westalliierten und den Nationalsozialisten regelmäßig ausgewertet.

## Geschichtlicher Hintergrund
Schon vor der „Machtergreifung“ Hitlers entfaltete der ISK im französischen, britischen und US-amerikanischen Sprachraum eine rege Publikationstätigkeit. Allein im Pariser Exil erschienen später vier Zeitschriften. Als Nachfolger für den Verlag Öffentliches Leben gründete der ISK einen Verlag in Paris, die Éditions Nouvelles Internationales (ENI). Auch hier fungierte Willi Eichler wieder als Herausgeber.
Die Sozialistische Warte erschien ab Mai 1934 zunächst monatlich. Seit dem 15. März 1936 erschien sie alle 14 Tage, vom 15. Oktober 1937 bis zum Ausbruch des Zweiten Weltkrieges wöchentlich. Danach wurde sie wieder auf ein vierzehntägliches Erscheinen umgestellt, wegen Schwierigkeiten sowohl bei der Gewinnung neuer Mitarbeiter als auch beim Postvertrieb; darüber hinaus traten die ersten Probleme mit der Papierversorgung auf. Nach dem Überfall der deutschen Wehrmacht auf Holland und Belgien wurde die Sozialistische Warte komplett eingestellt, am 23. Mai 1940 erschien die letzte Ausgabe.
Die durchschnittliche Auflage betrug 2000 Exemplare, ein Teil davon wurde zur Tarnung auf Bibelpapier gedruckt, mit einem besonderen Umschlag („Stimme der Zeit“) und geänderten Schlagzeilen. Die Zeitschrift blieb bis zum Schluss ein Zuschussgeschäft, da ein Großteil der Auflage kostenlos abgegeben werden musste. Neue Abonnenten waren in dem Zeitraum nur schwer zu gewinnen, ein funktionsfähiges Vertriebsnetz stand nicht zur Verfügung.
Unter den Pseudonymen Werner Buchholz, Ernst Friesius und Martin Hart verfasste Willi Eichler viele Leitartikel, aber auch andere kleine Artikel. Ab März 1936 erhielt die Sozialistische Warte das Diskussionsforum Freie Sozialistische Tribüne. Das sollte die Zeitschrift auch für Nichtmitglieder der ISK öffnen, etwa für den Schriftsteller Kurt Hiller.
Die Sozialistische Warte und ihre Beilage Freie Sozialistische Tribüne wurden gemeinsam und je Erscheinungsjahr durchgehend gesammelt. Die Deutsche Bibliothek hat von 1998 bis 2003 alle ihre Ausgaben eingescannt.

## Veröffentlichungen
Die Jahrgänge der Zeitschrift wurden in Fortsetzung der Vorgängerzeitschrift isk durchnummeriert und mit „9.“ bis „15. Jahrgang“ (1934 bis 1940) bezeichnet. Lediglich die ersten sechs Hefte des Jahrgangs 1934 wurden als „I. Jahrgang“ ausgewiesen, ehe es dann ab Heft 7 des Jahrgangs 1934 „9. Jahrgang“ hieß.
- „9. Jahrgang“, 1934: 8 Hefte mit insgesamt 214 Seiten.
- „10. Jahrgang“, 1935: 12 Hefte mit insgesamt 288 Seiten.
- „11. Jahrgang“, 1936: 22 Hefte mit insgesamt 536 Seiten.
- „12. Jahrgang“, 1937: 31 Hefte mit insgesamt 744 Seiten.
- „13. Jahrgang“, 1938: 52 Hefte mit insgesamt 1248 Seiten.
- „14. Jahrgang“, 1939: 44 Hefte mit insgesamt 1068 Seiten.
- „15. Jahrgang“, 1940: 12 Hefte mit insgesamt 354 Seiten.

Zusammen ergibt das 181 Hefte mit insgesamt 4452 Seiten.

## Autoren-Index
(Bei den verwendeten Pseudonymen werden auch die hinzugefügt, die in anderen Publikationen benutzt wurden.)
- Robert S. Allen
- Walter Auerbach (ITF): verwendete Pseudonyme: u. a. W. D., Walter Dirksen
- Max Barth
- Paul Bechtold
- Hans Beer
- René Bertholet (ISK): verwendete Pseudonyme: u. a. Pierre Robert, Georg Binder
- Erna Elisabeth Blencke (ISK): verwendete Pseudonyme: u. a. Rosa Fricke, R. F.
- Eugen Brehm (SAPD): verwendete Pseudonyme: u. a. Max Herb, mhb, Ernst Bredt, h-b
- Max Braun (SPD, Office Sarrois)
- Katja Brehm
- D. Brenzel
- James Broh: verwendete Pseudonyme: u. a. Junius
- Hans Burkhardt
- Ernst Burg
- I. Carga
- Theodor Dan (Exilorganisation der russischen Menschewiki)
- Alfred Dannenberg (ISK): verwendete Pseudonyme: u. a. A. Buehring
- Robert Dell
- Julius Deutsch (RSÖ)
- Kurt Karl Doberer (SPD)
- Pearson Drew
- Fritz Eberhard (ISK): verwendete Pseudonyme: u. a. Fritz Kempf, F. K.
- Willi Eichler (ISK): verwendete Pseudonyme: u. a. Martin Hart, H. M., Walter Buchholz, Walter Holz, Ernst Friesius, -t., E. F., Hart, H.?, -s., Fr., -lz., s., M. H., -z., W-er.
- Julius Epstein
- Walter Fabian (SAPD, Gruppe Neuer Weg): verwendete Pseudonyme: u. a. W. F.
- Edo Fimmen (ITF)
- Allan Flanders (Socialist Vanguard Group)
- Ernst Fraenkel (SPD): verwendete Pseudonyme: u. a. Fritz Dreher, Conrad Juerges, Max Gerber
- Peter Fremde
- A. Friedrich
- David Fryd
- Max Fürst
- Kurt Glaser
- Boris Goldenberg (SAPD): verwendete Pseudonyme: u. a. Bernhard Thomas, R. Frey, Gilbert
- George F. Green
- Fritz Groß: verwendete Pseudonyme: u. a. Peter Michael
- Kurt R. Grossmann: verwendete Pseudonyme: u. a. Felix Burger, Kay R. Gilbert
- K. Haagmann
- Werner Hansen (ISK): verwendete Pseudonyme: u. a. Heinz Klein, W. H., H. Klein, W. Hs, -n, W. Ha
- Theodor Hartwig
- Iwan Heilbut
- Grete Henry-Hermann (ISK): verwendete Pseudonyme: u. a. Gerda Bremer, P. R., Peter Ramme
- Katja Herb
- Kurt Hiller: verwendete Pseudonyme: u. a. Gorgias, Die Schriftleitung der FST
- Maria Hodann (ISK): verwendete Pseudonyme: u. a. Mary Saran, M. Jensen, M. S.
- Karl Hueger
- Hans Israel
- Hans Jaeger (Volkssozialistische Bewegung im Exil)
- Hans Jahn (Eisenbahnergruppe der ITF): verwendete Pseudonyme: u. a. Fritz Kramer
- M. Junger
- Justinian
- Josef Kappius (ISK): verwendete Pseudonyme: u. a. J. Schmidt
- Peter Kendler
- Willi Klein
- Alfred Kleinberg: verwendete Pseudonyme: u. a. Spectator
- Max Richard Kleineibst (Religiös-Sozialistische Vereinigung): verwendete Pseudonyme: u. a. Klaus Buehler
- E. Koch
- Kolb
- E. Kolb
- N. Kolmschlag
- Gerhard Kreyssig (SPD)
- Heinz Kühn (SPD): verwendete Pseudonyme: u. a. Georg Hellmuth
- Gerhard Kumleben: verwendete Pseudonyme: u. a. F. G, François Gérard
- Peter Lange
- Hans Lehmann (ISK): verwendete Pseudonyme: u. a. H. L.
- Otto Lehmann-Rußbüldt: verwendete Pseudonyme: u. a. Argus
- Hans Lehnert: (ISK) verwendete Pseudonyme: u. a. III Frank, Karl Feurer
- Richard Lengyel: verwendete Pseudonyme: u. a. A. Rudolf, Raoul Laszlo
- Rudolf Leonhard (Schutzverbandes Deutscher Schriftsteller im Ausland)
- Eva Lewinski (ISK): verwendete Pseudonyme: u. a. E. Deval, E. D.
- W. Linke
- R. Lohia
- Thomas Mann
- Jane Marley
- Paul Mattick (International Council Correspondence)
- Hilde Meisel (ISK): verwendete Pseudonyme: u. a. Selma Trier, H. Monte, Hilde Monte
- Asoka Mehta (Indischer Nationalkongress)
- Edith Moore (Socialist Vanguard Group)
- Leonard Nelson (ISK-Begründer, † 1927)
- Henri Norden
- Nora Platiel-Block (ISK): verwendete Pseudonyme: u. a. Leonore Kolb, L. K.
- Bernhard Reichenbach (Rote Kämpfer)
- Ronald Platt
- H. Ponton
- John B. Priestley
- C. Roesch
- Albert Ruf
- Josue Saenz
- Friedrich Schiller
- Willi Schlamm
- Ernst Schlaeger: verwendete Pseudonyme: u. a. E. Sch
- Erich Schmidt (Neu Beginnen, SAJ): verwendete Pseudonyme u. a. Erwin Sander
- Salomon Schwarz: verwendete Pseudonyme: u. a. S. Sch.
- Arthur Seehof: verwendete Pseudonyme: u. a. Die Schriftleitung
- Kurt D. Singer
- Anna Siemsen (SPS)
- C. A. Smith
- Minna Specht (ISK): verwendete Pseudonyme: u. a. Thérèse Bering
- Paul Stamford: verwendete Pseudonyme: u. a. GIOV-, GIOVA, P. Giova, P. G.
- Ernst Stein
- Stefan Szende (SAPD)
- Fritz Sternberg (SAPD)
- Otto Strasser (Schwarze Front)
- Leslie B. Thomas
- Leo Trotzki
- Walther Victor: verwendete Pseudonyme: u. a. W. V.
- F. W. Wagner
- Jakob Walcher (SAPD)
- H. Wanderer
- James Williams
- E. de Winter
- Erich Wollenberg (SPD)